# Chapada (Manaus)
Chapada é um bairro do município brasileiro de Manaus, capital do estado do Amazonas. Localiza-se na Zona Centro-Sul da cidade. De acordo com estimativas do Instituto Brasileiro de Geografia e Estatística (IBGE), sua população era de 13 219 habitantes em 2017.
Considerado um bairro de alto poder aquisitivo, concentra um comércio variado e com crescente verticalização residencial. Abriga um shopping center (Millenium Shopping), além do Parque Ponte dos Bilhares, um complexo de lazer e esporte construído às margens do Igarapé do Mindú.
Integram o bairro: os conjuntos Jardim Beverly Hills, Aristocrático e Tocantins; os muitos condomínios ali situados, não esquecendo da vila militar Bafurubu I.
Dados do bairro
- Total da População (2017): 13 219 habitantes.